# Corri, nasconditi, segnala
Corri, nasconditi, segnala (in inglese Run, hide, tell) è una semplice tecnica e procedura utilizzata per la pubblica sicurezza nel Regno Unito in caso di attacco terroristico. È stata introdotta dal Metropolitan Police Service nel 2017 a seguito dell'attacco terroristico sul London Bridge a Londra.
Le tre linee guida sono:
1. Correre verso un luogo sicuro. Se non c'è nessun posto sicuro dove andare, allora...
2. Nascondersi – Ricordasi di mettere il telefono in modalità silenziosa e di disattivare la vibrazione. Barricarsi all'interno di una stanza, se possibile. Se e solo quando è sicuro farlo...
3. Informa la polizia chiamando il 999 (o numero analogo).[4]

## Video
Il National Police Chiefs' Council inglese ha diffuso brevi video informativi che includono la tecnica "Corri, nascondi, segnala", tra cui:
- Run, Hide, Tell: Firearms and Weapons Attack, su YouTube.
- Run, Hide, Tell: Advice For Young People, su YouTube..